# يوتاكا أوزاكي
يوتاكا أوزاكي (باليابانية: 尾崎豊) (أوزاكي هو اسم العائلة) (29 نوفمبر 1965 - 25 أبريل 1992) كان موسيقي ومغني ياباني مشهور، حيث حصل على ترتيب 23 في قائمة أعظم 100 موسيقي ياباني من قبل مجموعة إتش إم في.

## روابط خارجية
- يوتاكا أوزاكي على موقع IMDb (الإنجليزية)
- يوتاكا أوزاكي على موقع ميوزك برينز (الإنجليزية)
- يوتاكا أوزاكي على موقع أول ميوزيك (الإنجليزية)
- يوتاكا أوزاكي على موقع ديسكوغز (الإنجليزية)